# Ponte Inglês (São Petersburgo)
A Ponte Inglês ( em russo:  Английский мост    ) é uma ponte de pedestres sobre o rio Fontanka que conecta as ilhas Pokrovsky e Anonymous em São Petersburgo, Rússia .

## História
Uma ponte de madeira de cinco vãos existia no local desde 1910. Levou a carga de tráfego anteriormente transportada pela Ponte Egípcia após o colapso desta em 1905.
A ponte moderna foi construída em 1962–1963 com os projectos dos arquitectos Areshev e Vasilkovsky sob a supervisão do engenheiro Kerlikov. A construção é uma ponte de três vãos sobre pilares de concreto armado com cobertura de granito. As grades de metal têm um padrão simples.